# Friula
Friula is een monotypisch geslacht van spinnen uit de  familie van de wielwebspinnen (Araneidae).

## Soort
- Friula wallacei Pickard-Cambridge, 1896